# 大賀良平
大賀 良平（おおが りょうへい 、1923年（大正12年）4月24日 - 2006年（平成18年）6月25日）は、日本の海軍軍人及び海上自衛官、海上保安官である。海軍兵学校卒業（第71期）。第12代海上幕僚長。

## 経歴
長崎県出身。長崎県立瓊浦中学校 (旧制)に進学。成績は抜群であり、中学四年時に友人に誘われ海軍兵学校を受験し合格した。卒業後は軽巡洋艦「阿武隈」に航海士として乗組みアッツ島沖海戦などのアリューシャン方面の戦いに参加。キスカ島撤退作戦では、後の海上幕僚長の石田捨雄と一緒であった。その後、潜水艦乗組みとなり、海軍潜水学校を卒業。新鋭潜水艦「伊号第二〇二潜水艦」の航海長などで勤務し舞鶴で終戦を迎えた。
1945年（昭和20年）12月、充員召集され復員事務官として復員業務に従事。1948年（昭和23年）5月、海上保安庁が設置されると海上保安部に勤務し瀬戸内海等の業務掃海に従事した。朝鮮戦争勃発に伴いGHQの指示により朝鮮海域で掃海作業が行われることとなり、1950年（昭和25年）11月から日本特別掃海隊第5掃海隊の指揮官として鎮南浦、海州市沖合いにて掃海作業に従事した。1951年（昭和26年）1月、海上保安官に転官（三等海上保安正）。
1952年（昭和27年）8月、海上警備隊発足により転官。その後、海上自衛隊においても約10年にわたり掃海畑を歩む。海上幕僚監部防衛部勤務では3次防の主要項目の実現や4次防の策定に携わった。また、掃海出身の立場から水中処分員の育成、機雷処分の研究のため、実機雷を使用した敷設訓練、水中爆破訓練を推進。掃海艇による機雷処分方法の研究作業も計画した。その後、護衛艦隊司令官、大湊地方総監などの要職を歴任し、第12代海上幕僚長に就任。前海幕長の中村悌次は、幕僚長は長期間安定していなければならないとして海兵で4期後輩の大賀を後任に指名した。しかし、1年も経たずして胃潰瘍になり入院。復帰後はそれまで集団的自衛権の問題でオブザーバーの派遣のみであった環太平洋合同演習（リムパック）に部隊を参加させることを実現し、それを置き土産に勇退した。

## 年譜
- 1939年（昭和14年）12月：海軍兵学校入校
- 1942年（昭和17年）11月14日：海軍兵学校卒業（第71期）、任海軍少尉候補生、戦艦「日向」乗組[1]
- 1943年（昭和18年）
  - 1月15日：軽巡洋艦「阿武隈」乗組[2]
  - 6月1日：海軍少尉任官[3]
- 1944年（昭和19年）
  - 2月1日：「呂号第六十七潜水艦」乗組[4]
  - 3月15日：海軍中尉に進級[5]
  - 4月15日：海軍潜水学校附[6]
  - 5月1日：海軍潜水学校普通科学生[7]
  - 8月9日：第11潜水戦隊司令部附[8]
  - 10月15日：「伊号第二百二潜水艦」艤装員[9]
  - 12月1日：海軍大尉に進級[10]
- 1945年（昭和20年）
  - 2月14日：「伊号第二百二潜水艦」乗組[11]（航海長）
  - 8月10日：「伊号第二百二潜水艦」水雷長兼分隊長[12]
  - 11月29日：佐世保鎮守府出仕[13]
  - 11月30日：予備役に編入、充員召集[14]
- 1946年（昭和21年）4月25日：佐世保地方復員局艦船運航部附[15]
- 1947年（昭和22年）11月28日：公職追放仮指定[16]
- 1950年（昭和25年）11月：運輸事務官の身分で日本特別掃海隊第5掃海隊の指揮官として朝鮮海域の掃海活動に従事
- 1951年（昭和26年）1月：海上保安官に転官（三等海上保安正）
- 1952年（昭和27年）8月：海上警備官に転官（1等海上警備士）、第二幕僚監部航路啓開部監理課勤務
- 1955年（昭和30年）7月1日：掃海艇「やしま」艇長
- 1956年（昭和31年）8月：第1掃海隊群幕僚
- 1957年（昭和32年）7月：海上自衛隊幹部学校指揮幕僚課程に入校
- 1959年（昭和34年）
  - 1月：海上幕僚監部防衛部防備課掃海班長
  - 8月：2等海佐に昇任
- 1960年（昭和35年）12月：海上自衛隊幹部学校幹部高級課程に入校
- 1961年（昭和36年）12月：第2掃海隊群首席幕僚
- 1965年（昭和40年）
  - 2月：港湾防備調査のため1ヶ月間、イタリア、フランス、イギリス及びドイツに出張
  - 7月1日：1等海佐に昇任
- 1966年（昭和41年）7月：アメリカ海軍大学校指揮課程に留学
- 1967年（昭和42年）8月16日：海上幕僚監部防衛部防衛課防衛班長
- 1969年（昭和44年）
  - 2月17日：第5駆潜隊司令
  - 12月16日：第9護衛隊司令
- 1970年（昭和45年）7月16日：海上幕僚監部総務部人事課長
- 1972年（昭和47年）
  - 1月1日：海将補に昇任
  - 6月16日：第1潜水隊群司令
- 1973年（昭和48年）12月1日：海上幕僚監部防衛部長
- 1975年（昭和50年）7月1日：海将に昇任
- 1976年（昭和51年）
  - 3月16日：第13代 護衛艦隊司令官に就任
  - 12月1日：第15代 大湊地方総監に就任
- 1977年（昭和52年）9月1日：第12代 海上幕僚長に就任
- 1980年（昭和55年）2月15日：退官。退官後は財団法人水交会第11代会長、日本無線顧問を務める
- 1993年（平成05年）4月29日：勲二等瑞宝章受章[17]
- 2006年（平成18年）6月25日：肺がんのため逝去（享年83）、叙・正四位[18]

## 栄典
- レジオン・オブ・メリット・コマンダー - 1978年（昭和53年）5月
- 勲二等瑞宝章 - 1993年（平成5年）4月29日